# Италски народи
Италски народи, или само Итали, су подгрупа индоевропских народа која говори италске језике. Ови народи су традиционално настањивали подручје Италије и у њих су спадали Латини, Оски, Умбри и други. Током времена, од ових народа ће настати Римљани, који ће мешајући се са другим народима, бити етно-културна подлога за настанак модерних романских народа. Из својих матичних области у Европи романски народи ће населити и делове америчког континента.